# Гаруда
Гаруда (на санскрит: Garuḍa, на пали: Garuḷa; от маратхийски: गरुड – орел;) е митично крилато същество в индийската и монголската митология, будизма и фолклора на централноазиатски и южносибирски народи.

## Индийска митология
В индийската митология Гаруда е представян като цар на птиците и в същото време ездитно животно (т. нар. вахана) на бог Вишну. Син е на Кашяпа и дъщерята на Дакши Вината. Описван и изобразяван с човешки торс и крака и орлова глава; крилете и ноктите му също са орлови. Според митар при неговото раждане се излъчва толкова силно сияние от тялото му, че първоначално боговете го приемат за Агни, бога на огъня, и го обявяват за олицетворение на слънцето.
Гаруда е централен персонаж в мита за открадването на свещената напитка амрита, даряваща безсмъртие. Според мита, майката на Гаруда е заробена от змиите (наги) и за да бъде освободена, те искат в замяна божествената напитка. В жестока битка Гаруда побеждава боговете и отнема амритата от тях; при завръщането си среща Вишну, който впечатлен от това, че Гаруда не е изпил и капка от напитката му предлага дар. Изискването на Гаруда е да бъде поставен над Вишну, на което богът се съгласява, при условие, че Гаруда стане негов вахана (ездитно животно). Помирил се с боговете, Гаруда, з Индра съставят план как да освободят майката на Гаруда от змиите, без те да получат амритата – Гаруда им доставя свещената напитка и взема майка си, а Индра отнема амритата, докато змиите извършват очистителни обреди, преди да отпият от нея. Като награда Гаруда иска и получава от Индра дара да се храни с влечуги и затова се смята за изконен враг на змиите.
Според някои митове Гаруда има съпруга на име Уннати (или Винаяни), от която има дава сина – Сампати и Джанаюса, според други версии, те са синове на неговия брат Аруна. Отъждествяван е с Таркшя, ездитното животно на бога на слънцето, Таркшя е и един от епитетите на Гаруда. Други негови епитети са Амритахарана и Гарутман.
Първите изображения на Гаруда се появяват върху индийски монети от IV – V в., по-късно те стават задължителни за всеки храм, посветен или свързан с Вишну. В по-ранните изображения Гаруда е представян с клюн на папагал. Атрибутите му са бухалка, раковина, лотос и нектар. Като вахана на Вишну е изобразяван и триглав и триок, като атрибутите му в този случай са жезъл, кожа, ласо, цвете и конска глава.
В „Гаруда-пурана“ (седемнайсетата от пураните) учената птица говори на хората за произхода на вселената, за слънчевата природа на Вишну, за церемониите в култа към него.
В „Нагананда“ (Блаженството на змията), драма, написана през 7 век от цар, Гаруда всеки ден убива и изяжда по една змия, докато един будистки принц не я научава на добродетелите на въздържанието. В последното действие разкаяната птица връща към живот костите на изядените змии.
Нимбарка, мистик, живял неизвестно кога, пише, че Гаруда е спасена завинаги душа.

## Монголска митология
В нея (в монголския вариант на сказанието за Рама) Гаруда е представен като унищожител на драконите лу и сабдаките, противник на демоните. Подобно на индийската митология е смятан за цар на птиците и е представян като един от гигантите-властелини. Съществува митологичен сюжет, според който божеството Очирвани се превъплъщава в Гаруда.

## Будизъм
В будистката традиция Гаруда са огромни птици, чието размахване на крилете предизвиква буря и които понякога могат да приемат човешки облик. Те са вечни врагове на змиите-наги, но не могат да се справят с тях, докато аскетът Карамбия не ги научава на мантрата „Аламбаяна“, която не позволява на нагите да се скрият от тях. Вярва се, че в едно от предишните си прераждания Буда Шакямуни е бил цар на гарудите. В будистката иконография са изобразявани със змия в човката.
В традицията на тибетския будизъм, подобно на индийския, Гаруда са второстепенен песонаж – огромни птици, които също са смятани за врагове на змиите („победител на змиите“). Появяват се в мистериите цам, заедно с локалните божества – духовете на планините.

## Фолклор
Образът на митичния Гаруда навлиза във фолклора на различни народи от Централна Азия и Южен Сибир. Известен най-вече като Хан Гаруди, сред монголците името му е Хангарид (Хангарьд), сред бурятите – Хердиг, калмиките – Херд, алтайците – Кереде, тувинците – Херети, якутите – Хардай. Изявява се като вечен противник на дракона. Съществуват сюжети за това как приказният герой спасява гнездото му от змея и оттогава Гаруда става негов верен помощник.

## Йога
В Хатха Йога има специална поза (асана), наречена Гарудасана – „Асаната на Гаруда“

## Хералдика
Гаруда е национален символ на Тайланд и Индонезия и присъства в техните гербове. Като Хангарьд присъства и в герба на монголската столица Улан Батор.